# Майкл Олівер (актор)
Майкл Олівер (англ. Michael Oliver; ім'я при народженні — Майкл Понце Ольверіус (англ. Michael Ponce Oliverius); нар. 10 жовтня 1981, Лос-Анджелес, Каліфорнія, США) — колишня американська дитина-актор, що прославилася своєю роллю Джуніора в комедії «Важка дитина» (1990). У 2005 році телешоу The Greatest поставило Олівера на 68-е місце в списку 100 чудових дітей-акторів. Майкл є зведеним братом актора Луїса Деніелла Понце та співачки Луанни Понце.

## Біографія
Кар'єра Майкла розпочалася у дворічному віці, коли він знявся як модель для каталогу торгової мережі «Sears». Потім у шість років він знявся в рекламі корпорації «Chevron», де його і помітив агент з кастингу фільму «Проблемна дитина» (хоча Майкл у цій рекламі носив окуляри та його голос продубльований). Агент розшукав Майкла через рекламну агенцію і за кілька днів його затвердили на роль. Надалі він зіграв кілька ролей у різних телешоу (Amen, Platypus Man і Drexell's Class). Останню кінороль він виконав у фільмі «Діллінджер та Капоне» (1995).
В даний час він є членом одночасно двох гуртів — The Samples і Nural, у яких працює техніком.
2011 року в радіошоу «Loveline» відбулася бесіда Майкла з його колегою з фільму «Проблемна дитина» актором Гілбертом Готфрідом. Це був перший раз, коли вони зустрілися після фільму «Проблемна дитина 2».
У 2015 році Олівер розповів в інтерв'ю, що задоволений своїм життям далеко від публічності, а також повідомив, що йому подобається «приємне, спокійне існування», і висловив подяку за той час, який він провів у центрі уваги, будучи дитиною-зіркою.
4 червня 2016 року Олівер одружився зі своєю давньою подругою Магнолією в Беверлі-Хіллз, Каліфорнія.

### Суд з Юніверсал
Перед початком зйомок «Проблемна дитина 2» мати Майкла Діана Понце, яка виконувала обов'язки його менеджера, почала шантажувати продюсерів — погрожувала забрати сина з майданчика, якщо не буде укладено новий контракт, згідно з яким його гонорар буде піднятий з 80 тисяч доларів (початкова ціна гонорару) до 500. В решті решт вона добилася того, що Майклу замість 80 тис. заплатили 250 — продюсери розраховували, що збори фільму покриють такі витрати. Після того як фільм зібрав слабку касу, «Universal» подали на Понце до суду, пред'явивши їй позов на 190 тисяч доларів (сама ж Понце подала позов у відповідь на 350 тисяч). На суді адвокат Понце заявив, що його клієнтка керувалася тим, що перша «Проблемна дитина» зуміла зібрати дуже непогану касу і це, на її думку, була переважно заслуга її сина, через що вона захотіла, щоб у Майкла гонорар за другу частина був не гіршим, ніж у його колеги Джона Ріттера (його гонорар становив 1 мільйон доларів). У результаті журі Верховного суду прийняло бік «Universal» і ухвалило, що Діана та Майкл змушені були повернути студії різницю у розмірі 170 тисяч доларів.
У результаті сім'я Майкла втратила всі свої заощадження і навіть свій будинок, і кілька років вони жили у друзів.

## Фільмографія
| Рік  |   | Українська назва    | Оригінальна назва    | Роль                 |
| ---- | - | ------------------- | -------------------- | -------------------- |
| 1990 | ф | Проблемна дитина    | Problem Child        | Джуніор Хілі         |
| 1990 | с | Amen                | Amen                 | Макс                 |
| 1991 | с | The Munsters Today  | The Munsters Today   | молодий Енді         |
| 1991 | ф | Проблемна дитина 2  | Problem Child 2      | Джуніор Хілі         |
| 1991 | с | Drexell's Class     | Drexell's Class      | Мітчелл              |
| 1994 | ф | Форрест Ґамп        | Forrest Gump         | рудоволосий підліток |
| 1995 | ф | Діллінджер і Капоне | Dillinger and Capone | Сем Далтон           |
| 1995 | с | Platypus Man        | Platypus Man         | Расті                |
| 1996 | ф | Стирач              | Eraser               | російський підліток  |

## Нагороди
У 1994 був номінований на «Young Artist Award» за роль у фільмі «Проблемна дитина 2».